# Robert Doisy
Robert Doisy est un sculpteur français du XVIIe siècle.

## Biographie
Les rares informations connues sur Robert Doisy concernent sa participation au prix de Rome, son séjour à Rome et la sculpture qu'il a réalisée à la demande des Bâtiments du roi.

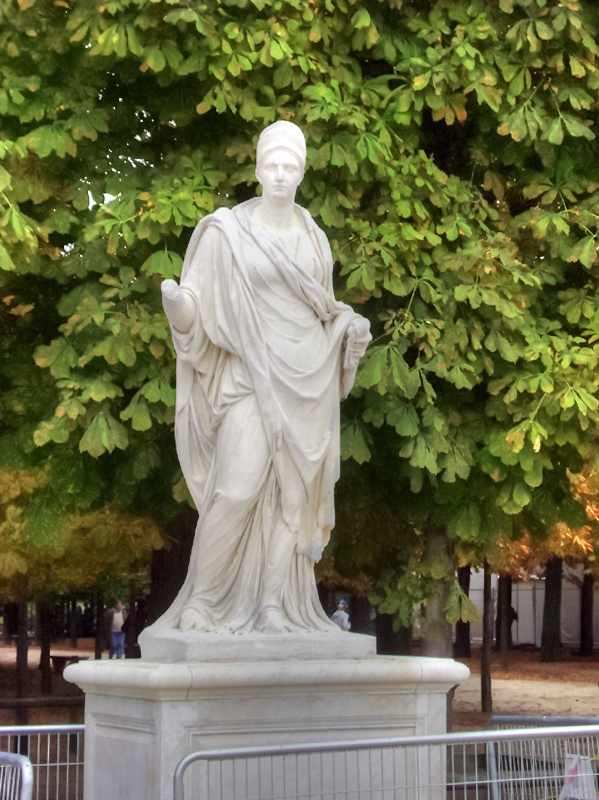
Agrippine
Jartdin des Tuileries

Robert Doisy a été un étudiant de l'Académie royale de peinture et de sculpture. Le 12 juin 1683, il est choisi avec d'autres étudiants pour concourir au grand prix. Il est reçu troisième au prix grand prix de sculpture de Rome le 17 décembre 1683 avec le tableau ayant pour sujet L'invention des instruments de musique par Jubal. Le 13 mai 1684, il est de nouveau désigné pour concourir au grand prix. Il obtient le premier prix le 14 septembre 1684. Le 6 septembre 1685, il se présente, avec Zéphirin Adam et Pierre Bourdy, devant l'Académie royale pour obtenir leur agrément afin de se présenter au protecteur de l'Académie afin d'aller à l'Académie de France à Rome. Il reçoit 110 livres, le 14 novembre, pour aller à Rome. Matthieu de La Teullière, directeur de l'Académie de France à Rome entre 1684 et 1699, écrit le 7 avril 1690 à Édouard Colbert de Villacerf, adjoint au surintendant des Bâtiments du roi puis surintendant le 28 juillet 1691, que Robert Doisy doit quitter le 8 avril. 
La Teulière écrit à Villacerf, le 20 juin 1692, que pendant son séjour à Rome, il a copié la sculpture représentant Agrippine d'abord en terre, puis en marbre, d’après une des quatre statues trouvées à la vigne Médicis. Cette sculpture a été placée au château de Marly en 1715, mis en caisse au Louvre en 1719, aux Tuileries en juin 1722, puis elle est déplacée dans le jardin des Tuileries en 1872.
De retour à Paris, la lettre de La Teulière à Villacerf indique qu'il n'a pas voulu travailler avec François Girardon. Il travaille en 1691 avec Jean-Baptiste Goy (1666-1738) aux Invalides sur le portail de l'église du Dôme où il sculpte les armoiries du roi.